# Привольный (Белебеевский район)
Приво́льный, Приво́льное (баш. Привольный) — упраздненный в 1986 году поселок Баженовского сельсовета Белебеевского района Башкирской АССР.

## История
В 1952 году — поселок Привольный, входящий в Екатериновский сельсовет, в 22 км от райцентра г. Белебей, в 7 км от центра сельсовета — с. Мартыново и в 13 км от железнодорожной станции Приютово.
Исключен из учётных данных Указом Президиума ВС Башкирской АССР от 12.12.1986 N 6-2/396 «Об исключении из учётных данных некоторых населенных пунктов»).

## География
Находился на границе Белебеевского и Ермекеевского районов, у реки Крыкнарат.
Ближайшие населенные пункты
Рассвет 4 км, Мартыново 4 км, Дурасово 4 км, Большезингереево 5 км, Баженово 6 км, Кирилловка 7 км, Екатериновка 8 км, Новониколаевка 9 км, Заряново 9 км, Родники 9 км, Моховое Болото 9 км, Спартак 9 км, Парафеевка 10 км, Свобода 10 км, Алексеевка 10 км, Семено-Макарово 10 км, Янги-Ключ 10 км.